# Hotel Orient

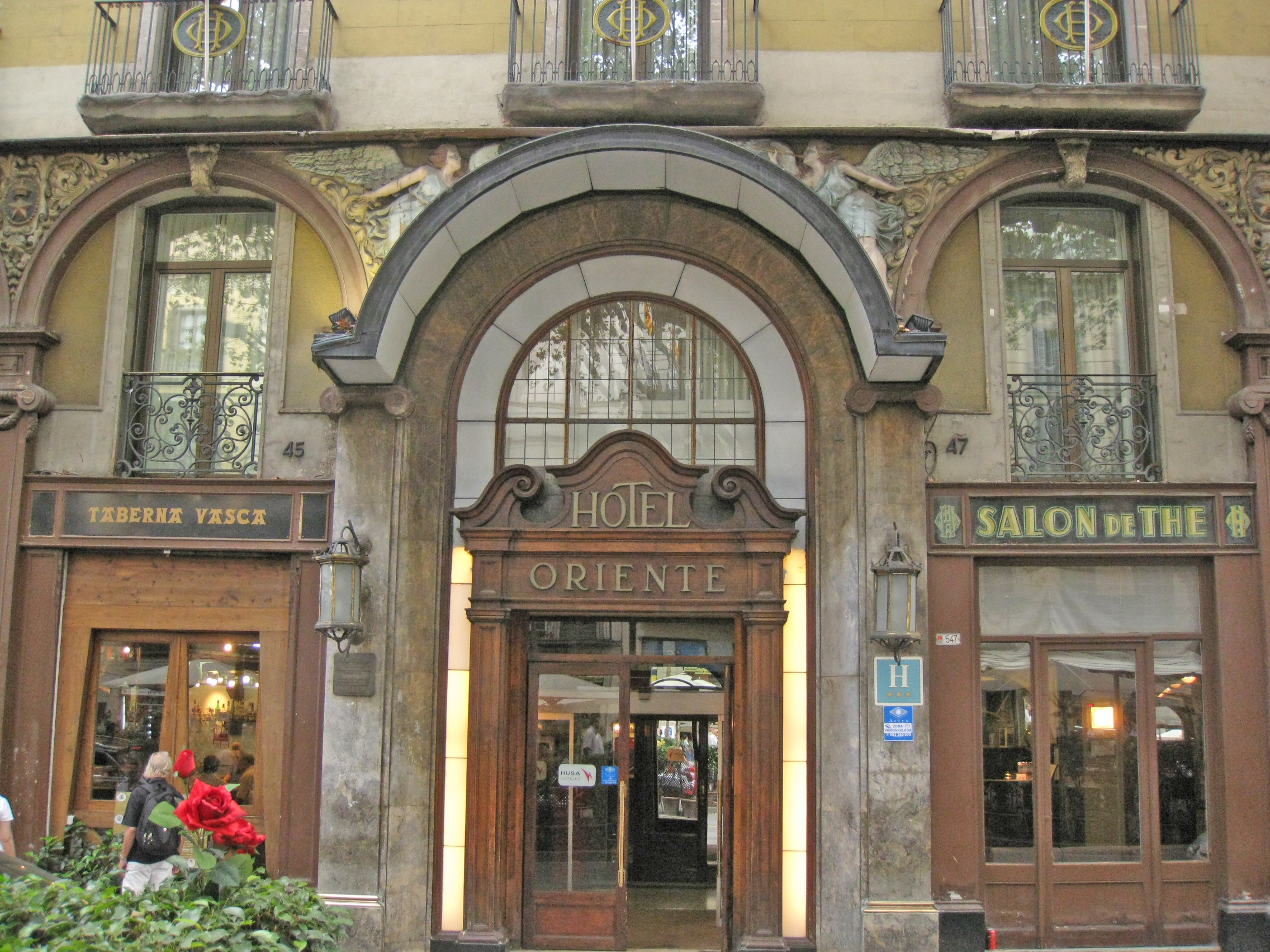
Entrada de l'hotel

L'Hotel Orient (antic Col·legi de Sant Bonaventura) és un edifici situat a la Rambla, 45-47 i el carrer de la Unió, 3-5 de Barcelona, catalogat com a bé cultural d'interès local.

## Història

### Convent de Sant Bonaventura
L'any 1652, els Framenors fundaren en aquest indret el Col·legi de Sant Bonaventura per acollir els estudiants de cànons, teologia i filosofia. Aquest edifici seria bastit gràcies a la munificència de Pau Canals en dues fases: en la primera, entre 1652 i 1670, s'aixecaren el claustre i el refectori; en la segona, a partir del 1779, el mestre de cases municipal Pere Serra i Bosch, construí l'església i altres dependències annexes seguint les alineacions imposades per al nou bulevard projectat a la Rambla.

### Foneria
Amb la Desamortització de Mendizábal del 1836, els frares abandonaren l'edifici, que va ser ocupat pel maquinista suís Louis Perrenod, que hi establí una foneria i un taller de construcció de màquines. El 1839, va fer fallida, i segons l'inventari elaborat pel catedràtic de maquinària Hilarion Bordegé per a la Junta de Comerç, l'establiment disposava de diverses màquines iniciades o a mig construir, fargues, torns, un motor cilíndric o bogit per a donar força als torns, un forn gran, acopi de ferro colat per a la fosa, peces obrades, com 11 arbres de transmissió tornejats, dos caps de màquines de filar, dues cardes, 10 tambors de cardes, models de politges, etc.
El 15 de maig del 1839 fou venut per 55.926 pessetes a un grup d'industrials compost per Manel de Lerena, Marià Serra i fill, Jaume Ricart, Nicolau Tous i Soler i Joan Maria Maspand. Aquests es van associar amb Pau Llobera sota la raó social Pau Llobera i Cia, que va demanar permís per a instal·lar-hi una màquina de vapor de 6 CV per a moure els torns, segons els plànols del mateix Maspand, acreditat maquinista. Poc després, van llogar a la família Costa les mines de la muntanya de Montjuïc de terres grogues (goethita) i de terres blanques (pirita). Tanmateix, el projecte industrial de Llobera i Maspand no prosperà, i el soci majoritari, Manel de Lerena, va decidir rescindir-ne el contracte i constituir el 10 de maig del 1840 la societat Compañía Barcelona de fundición, construcción de máquinas y fabricación, més coneguda com «La Barcelonesa». Com que l'antic col·legi era massa petit, la nova societat decidí instal·lar-se en un nou emplaçament, primerament el desamortitzat convent dels Caputxins a la mateixa Rambla, i posteriorment, el de Sant Agustí al Raval.

### Fonda d'Orient
El 1841, l'edifici fou venut a l'hostaler italià Francesco Durio, que el va reformar per a convertir-lo en una fonda, i només en conservà l'estructura de l'antic claustre i refectori, destruint la resta de dependències. Aquesta obrí les portes el 21 d'abril del 1842 amb el nom de Fonda de Oriente: «Francisco Durio, vecino de esta ciudad […] expone: Que en las Casas que ha construido sobre el terreno, que adquirió en la Calle de la Rambla y de la Union, qe ciñen ó circuyen la Casa, que hace esquina á dichas Calles, ha formado una Fonda, qe ha resuelto rotular Fonda del Oriente».
L'any 1882, l'edifici va ser reformat per Juli Marial i Tey segons un projecte signat l'any anterior per Eduard Fontserè i Mestre. El claustre fou convertit en el que avui es coneix com a Saló Comtal, un espai ricament ornamentat pels decoradors Eduard Alentorn, Rafael Atché i Josep Carcassó. L'any 1925 obrí les portes als baixos la Granja Oriente, un cafè decorat per Antoni Utrillo que seria definitivament destruït l'any 1986. L'any 1929, la façana fou reestructurada per mitjà de la construcció de la falsa galeria d'arcs de fusta adossats a l'entresòl i la planta baixa.
Durant la Guerra Civil Espanyola l'hotel va ser col·lectivitzat i reconvertit en hospital militar i banc de sang. La darrera bomba feixista caiguda sobre Barcelona detonà damunt l'hotel, que patí greus desperfectes. El llavors propietari Josep Gaspart va fer reconstruir l'ala afectada i, havent recuperat el mobiliari (que havia estat requisat) va reobrir les portes de l'establiment.

## Arquitectura
De planta irregular, comprèn semi-soterrani, planta baixa, entresòl, tres pisos i terrat transitable. Les dues façanes de la casa estructuren les seves obertures en eixos verticals i horitzontals de ritme regular i de dimensions decreixents, disposats en dos nivells compositius diferenciats: el primer nivell, consistent en un basament revestit de fusta que inclou la planta baixa i l'entresòl; i el segon nivell, que comprèn la resta de pisos. La planta baixa s'obre al carrer per mitjà de grans portals allindanats revestits amb aparadors de fusta. Entre portal i portal s'hi aixequen unes altes pilastres de fusta de capitell jònic, fust a quarterons i amb base de llautó daurat. Aquestes pilastres sostenen visualment una falsa galeria d'arcs, també de fusta, adossats a la façana d'obra. Aquests arcs, amb els perfils motllurats i amb els carcanyols decorats a base de volutes vegetals i estels de cinc puntes amb corones reials dins d'un medalló. L'acabat policrom d'aquesta falsa galeria d'arcs és generalitzat, però es fa més evident en els carcanyols de l'entrada principal, ornats amb dos àngels de mida natural amb les ales desplegades i llurs túniques al vol: l'un sosté una corona de llorer i l'altre toca una trompeta triomfant. La porta principal, protegida per una marquesina semicircular de nul·la entitat afegida a mitjan segle xx, presenta les seves pilastres revestides de pedra polida. El portal articula el seu emmarcament de fusta amb uns muntants en forma de pilastra toscana i un entaulament sostenint un frontó trencat de formes curvilínies.
L'entresòl, que queda emmarcat per la galeria d'arcs, està format per balcons ampitadors amb barana de forja a base de volutes i coronats per arcs escarsers. La resta d'obertures dels tres pisos superiors es manifesten en forma de balcó de porta allindanada i muntants motllurats d'estuc, amb volades pètries d'escassa volada i baranes de barrots de forja reblonats. Les baranes dels balcons del primer pis són ornades amb medallons de forja que mostren les sigles de l'hotel en relleus daurats. Per contrarestar la monotonia d'una façana excepcionalment llarga i horitzontal, el projecte introduí certes variacions rítmiques: els muntants dels balcons de cadascun dels extrems, per exemple, són diferents a la resta i els presenten en forma de cadenes de pedra. Així mateix, un parell de trams verticals d'obertures són flanquejats per pilastres d'estuc i murs revestits amb un fals carreuat al trencajunt. Rematant la façana hi ha una llarga cornisa que alterna els respiradors de la solera del terrat transitable amb mènsules fetes d'estuc.
El claustre de l'antic Col·legi de Sant Bonaventura es conserva fossilitzat dins l'estructura interna de l'actual hotel, per bé que emmascarat rere una ostentosa decoració vuitcentista. El que avui es coneix com a Saló Comtal no és més que l'antiga estructura d'aquest claustre, un pati tancat per quatre galeries cobertes amb voltes d'aresta i arcs de mig punt sobre pilars quadrangulars. Forma un quadrat de 19,35 m de costat, dels quals 16 corresponen al pati, 2,80 m a cada galeria i 0,55 m als pilars. En l'actualitat, aquest espai conserva la decoració classicista a base de motllures i semicolumnes corínties d'estuc policrom i daurat del que havia estat saló principal de l'hotel. La característica principal d'aquest espai és que el seu sostre presenta una gran obertura de planta octogonal (abans tancat per una claraboia de vitralls de color) que permet l'accés directe de llum natural i la comunicació amb el pis superior, cobert per una claraboia piramidal d'acer i vidre. Des del pis superior es pot observar l'interessant treball decoratiu de les jàsseres de gelosia que emmarquen l'orifici, al mateix temps que el revestiment esgrafiat als murs del pati, així com llurs finestres de vidre esmerilat. L'accés a aquest nivell superior del claustre es realitza per mitjà d'una escala en dos trams de marbre blanc i barana de forja negra amb aplics i passamans de llautó daurat situada al vestíbul principal. L'arrencament d'aquesta escala es realitza flanquejant dues parelles de columnes jòniques amb fust de marbre verd.